# Las Tablas (Bocas del Toro)
Las Tablas ist ein Corregimiento des Bezirks Changuinola in der Provinz Bocas del Toro in Panama. Bei der Volkszählung im Jahr 2023 hatte es 5002 Einwohner. Das Corregimiento erstreckt sich über eine Fläche von 51,7 km².
Das Corregimiento wurde durch Gesetz Nr. 40 vom 30. April 2003 geschaffen.

## Bevölkerung
Die folgende Tabelle zeigt die Bevölkerung des Corregimientos Las Tablas, wie es in den Volkszählungen 2010 und 2023 erfasst wurde.
| Jahr         | 2010 | 2023 |
| ------------ | ---- | ---- |
| Einwohner    | 9286 | 5002 |
| davon Männer | 4795 | 2483 |
| davon Frauen | 4491 | 2519 |

## Orte
Im Corregimiento Las Tablas befinden sich folgende Orte:
- Alto de Dos Caños
- Barriada 15 de Diciembre
- Barriada Las Brisas
- Dos Caños
- Dos Caños Adentro o Dos Caños Abajo
- El Muro
- Las Tablas
- Sinostre
- Tiger Hill